# جاسلین لامورو-دیویدسون
جاسلین لامورو-دیویدسون (انگلیسی: Jocelyne Lamoureux؛ زادهٔ ۳ ژوئیهٔ ۱۹۸۹) بازیکن هاکی روی یخ اهل ایالات متحده آمریکا است.